# Elesjnitsa (distrikt)
Elesjnitsa (bulgariska: Елешница) är ett distrikt i Bulgarien.   Det ligger i kommunen Obsjtina Razlog och regionen Blagoevgrad, i den sydvästra delen av landet, 100 km söder om huvudstaden Sofia.
I omgivningarna runt Elesjnitsa växer i huvudsak blandskog. Runt Elesjnitsa är det ganska glesbefolkat, med 25 invånare per kvadratkilometer.